# Amsterdamalbatros
De amsterdamalbatros (Diomedea amsterdamensis) is een grote albatros die enkel broedt op het Plateau des Tourbières op het eiland Amsterdam in de Indische Oceaan. De soort werd voor het eerst in 1983 beschreven en werd daarvoor beschouwd als een ondersoort van de grote albatros. De amsterdamalbatros behoort tot de grote albatrossen, het geslacht Diomedea.

## Kenmerken
Deze zeevogel is 107 tot 122 cm lang met een spanwijdte van 3 meter. De vogels wegen tussen de 5 en 8 kg, mannetjes zijn gemiddeld 0,8 kg zwaarder. Het is een grote, donker gekleurde albatros. Ook de volwassen vogels zijn van boven bruin tot donker roetkleurig, met een wit "gezicht". De iris is donker en de oogleden zijn wit, bij de grote albatros  (D. exulans) zijn de oogleden bleekblauw. Onvolwassen vogels, die geheel donker zijn, zijn nauwelijks te onderscheiden van de grote albatros.

## Verspreiding en leefgebied
De amsterdamalbatros is een endemische broedvogel van het eiland Amsterdam, waar het broedgebied zich beperkt tot het Plateau des Tourbières. Dit plateau beslaat een oppervlakte van 7 km² op een hoogte van 500 tot 600 meter boven zeeniveau. Buiten het broedseizoen bevinden de vogels zich op open zee, maar waar precies is niet bekend. Er zijn enkele onbevestigde waarnemingen uit Australië en Nieuw-Zeeland en één bewezen observatie in 2013 bij de kust van West-Kaap (Zuid-Afrika).

## Status als ernstig bedreigde soort
Het broedgebied is slechts zeer klein en het aantal broedvogels schommelde tussen 2001 en 2007 tussen de 24 en 31 paar per jaar. In totaal bestaat de wereldpopulatie van de amsterdamalbatros uit slechts 100 volwassen vogels. Het eiland is als broedgebied in kwaliteit sterk achteruitgegaan door de introductie van ratten en katten en de begrazingsdruk van vee (dat uiteraard ook is ingevoerd). Het verwijderen van zulke invasieve soorten is een kostbare, moeilijke en vaak zelfs onmogelijke taak. Verder vallen veel albatrossen ten prooi aan de langelijnvisserij. Een groot gevaar vormen besmettelijke vogelziekten die al zijn geconstateerd bij de Indische geelsnavelalbatros (Thalassarche carterim) die op 3 km afstand van deze kolonie op de eilanden broeden. Om al deze redenen staat de amsterdamalbatros als bedreigd op de Rode Lijst van de IUCN.